# Sonnendörrer

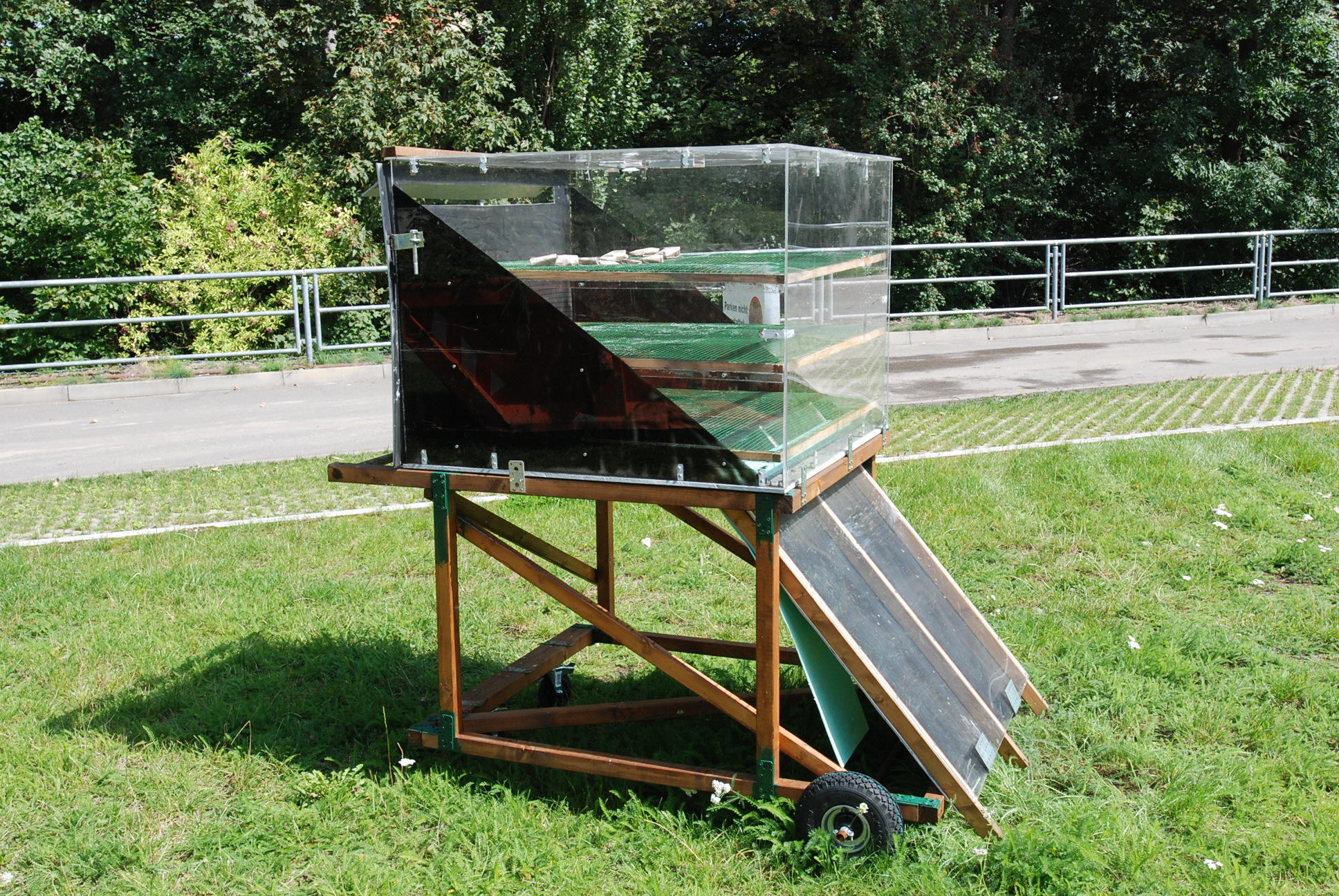
Sonnendörrer

Ein Sonnendörrer oder Solardörrer (engl.: Solar food dehydrator) ist ein Gerät, das nach dem Prinzip eines Solarkochers zum Dörren dient, also der Konservierung von Nahrung durch Lufttrocknung. Im Unterschied zum Solarkocher arbeitet der Sonnendörrer allerdings nicht mit großer Hitze, sondern nutzt lediglich sonnenerhitzte Luft, die selbstbewegt durch Konvektion durch den Dörrer hindurchzieht.
Zum Erwärmen der Luft wird unterhalb des eigentlichen Dörrers ein Kollektor angebaut.  Dieser hat meist eine schwarze Rückwand und eine vorgelagerte Glasscheibe und ist nach hinten isoliert. Durch die Erhöhung der Temperatur erhöht sich das Volumen und somit auch die Feuchtigkeitsaufnahmefähigkeit der Luft, welche somit dem durchströmten Raum Feuchtigkeit entzieht.